# Стони тенис
Стони тенис, познат и као пинг-понг, спорт је у коме се такмиче два (или четири) играча који лоптицу ударају рекетом на столу за стони тенис. Игра се одвија на чврстом столу подељеном мрежом. Изузев почетног сервиса, правила су генерално следећа: играчи не морају дозволити лопти коју играју да падне према њима. Лоптица се може ударити у ваздуху (волеј) само после сервиса, а током сервиса се мора сачекати да падне на противничко поље. Бод се бодује када играч не врати лопту унутар правила. Игра је брза и захтева брзе реакције. Окретање лопте мења његову путању и ограничава противникове опције, дајући ударачу велику предност.
Димензије стола су 2,74 x 1,525m, сто је висок 76cm. Две половине стола дели мрежа висока 15,25 cm која вири (продужава се) с обе стране стола за 15,25 cm. По старим правилима играло се до 21, а сваки играч је сервирао за редом 5 пута. Данас се игра до 11 поена, заредом се сервира два пута, па је игра постала бржа и занимљивија. Игра се на четири добијена сета, до 11. Разлика мора да буде два поена, дакле 11:9 или 12:10... и тако док се не постигне два поена разлике. Изменама правила је такође лоптица повећана с 38 на 40 mm и отежана - с 2,5 на 2,7g.
Стоним тенисом управља светска организација Међународна федерација стоног тениса (енгл. International Table Tennis Federation - ITTF), основана 1926. године. ITTF тренутно обухвата 226 удружења чланова. Правила стоног тениса су званично наведена у ITTF приручнику. Стони тенис је био олимпијски спорт од 1988, са неколико категорија догађаја. Од 1988 до 2004, то су били мушкарци појединачно, женски синглови, мушки парови и женски дублови. Од 2008. игра се по тимовима уместо дублова.

## Историја
О пореклу ове игре нема до данас поузданих података. Вероватно је да је и ова игра, као и многе друге игре лоптом, варијација врло старих игара које су постојале у најстаријим цивилизацијама, посебно у Кини, Египту, Грчкој и Риму.
Грчки песник Хомер (око VIII век п. н. е.) у шестој књизи свог епа Одисеја, описује игру лоптом помоћу штапа (омотаног на једном крају) између Наусикаје и њених пријатељица.
Игре лоптом познате су биле и у Риму, одакле су их римски легионари преносили у тадашње римске колоније (Галију, Хиспанију и Британију, где су се вековима одржавале и доживеле бројне трансформације. Једна од таквих је у средњем веку веома популарна игра jue de paume у Француској. Италијански хуманист Антонио Шиано дел Сало у својој књизи Trattato del gioco della palla (1555) описује да су постојале две врсте игара и то бацање лопте преко мреже и терање лопте. За бацање преко мреже између два партнера употребљавала се или велика шупља лопта, која се ударала затвореном шаком или мала напуњена лопта која се ударала отвореном шаком или рекетом, па се ова игра доводи у везу са тенисом, чији је назив, још у 15. веку био познат у Енглеској. Заправо тенис и стони тенис имају заједничко порекло. Тенис је била игра привилегованог племства.
Почеци стоног тениса назиру се средином 19. века у Енглеској. Битан напредак у тој игри лоптом учињен је проналаском гумене лопте напуњене компримованим ваздухом (Wingfield 1874). Док се тенис играо на отвореном, за време лошег времена играла се нека врста тениса у затвореним просторијама, на столу са тениским рекетима, а као мрежа служила је нека даска или низ постављених књига. Та игра је названа минијатурни тенис енгл. Miniature Indoor Lawn Tennis Game играла се по целој Великој Британији и њеним колонијама, а различите врсте минијатурног тениса, са нестандардизованим реквизитима и без одређених правила играле су се и у Северној Америци.
У каталогу фирме F. H. Ayres из 1884. по први пут се наводи назив стони тенис.
Велику заслугу за напредак стоног тениса има енглески инжењер Џејмс Гиб (1853—1930), који је из Америке 1890. донео у Енглеску, неколико комада целулоидних лоптица, с намером да оне замене лоптице од плуте, које су се тада употребљавале. Игру тим лоптицама Гиб је назвао ономатопејским именом „пинг-понг“, према звуку лоптице приликом удара у сто дрвеним рекетом.
Та новост је значила преокрет у развоју игре и много допринела занимљивости и наглом ширењу те игре у Енглеској (1899—1904), где се играла на сваком већем столу на разним местима. Приређивана су и такмичења, а први турнир у пинг-понгу одржан је у лондонском Royal Aqvariumu (данашњем Кристал Паласу у Вестминстеру. Из тог времена потиче 14 разних написа на тему о пинг-понгу сачуваних у Британском музеју. Трговци су у Енглеској ту игру називали и gossima, у Северној Америци whiff-whaff, док се у Француској од 1901 до 1925 називао пим-пам.

### Двадесети век
Неколико међународних првенстава одржано је од 1904. до 1912. године, а потом од 1912-1925. нису одржавана међународна такмичења у стоном тенису. Први стонотениски савез у свету основан је 1921. у Енглеској. Прво светско првенство у стоном тенису одржано је 1926. у Лондону, када је и основана Међународна стонотениска федерација ИТТФ.

## Историја стоног тениса у Србији
Град Сомбор сматра се колевком стоног тениса у Србији. Приликом честих долазака у овај војвођански град, Загрепчанин Лав Штерн је 1925. године демонстрирао пинг понг свом пријатељу Ференцу Севалду. Три године касније у Сомбору је одржана седница на којој је основан Југословенски пинг понг савез, а 15. и 16. априла 1928. године одиграло се прво државно првенство на којем су учествовали мушки такмичари из Загреба, Београда, Новог Сада, Суботице и Сомбора, а доминантни су били Сомборци. Број клубова у земљи растао је из дана у дан, интересовање за спорт било је све веће, повећао се број активних чланова, а самим тим и квалитет играча.
Прво екипно државно првенство одржано је 1929/30. године, а титулу првака освојила је екипа ССУ, баш као и у наредне три године. Први савезни капитен стонотениске репрезентације Југославије био је Јозеф Шпрајцер. Јануара 1929. одржано је првенство Света у Будимпешти, а пошто су Сомборци били најбољи на државном првенству, Шпрајцер се ослонио на најбоље у том тренутку.
Стонотениски савез Србије данас је кровна организација у Србији, на чијем челу се налази Александар Каракашевић. Савез тренутно чини 111 клубова.
Александар Каракашевић учествовао је на Олимпијским играма 2004. године у Атини и 2008. године у Пекингу.
Илија Лупулеску и Зоран Приморац у конкуренцији мушких парова на Олимпијским играма у Сеулу 1988. године освојили су сребрну медаљу. На истом такмичењу, у конкуренцији женских парова, Гордана Перкучин и Јасна Фазлић дошли су до бронзане медаље.

## Стони тенис на Олимпијским играма
Први састанци одржани су 1926. године у Берлину и Лондону, након чега је дошло до формирања Међународне федерације стоног тениса. Прво Светско првенство одржано је у Лондону 1926. године, али је спорт чекао дуго како би се нашао на програму Олимпијских игара. Свој деби на Олимпијским играма имао је у Сеулу 1988. године.

## Табела медаља
| Поредак | Држава                               | Злато | Сребро | Бронза | Укупно |
| 1       | Кина                                 | 28    | 17     | 8      | 53     |
| 2       | Јужна Кореја                         | 3     | 3      | 12     | 18     |
| 3       | Шведска                              | 1     | 1      | 1      | 3      |
| 4       | Немачка                              | 0     | 3      | 4      | 7      |
| 5       | Јапан                                | 0     | 2      | 2      | 4      |
| 6       | Северна Кореја                       | 0     | 1      | 3      | 4      |
| 7       | Сингапур                             | 0     | 1      | 2      | 3      |
| 8       | Југославија Кинески Тајпеј Француска | 0     | 1      | 1      | 2      |
| 11      | Хонг Конг                            | 0     | 1      | 0      | 1      |
| 12      | Данска                               | 0     | 0      | 1      | 1      |
| ------- | ------------------------------------ | ----- | ------ | ------ | ------ |

## Значајни играчи
У ITTF музеју постоји званична сала славних. Гренд слем зарађује играч који освоји појединачне победе на Олимпијским играма, Светским првенствима и Светском купу. Јан-Ове Валднер из Шведске први је комплетирао гренд слем на Олимпијским играма 1992. године. Денг Јапинг из Кине прва је жена забележена на уводном Светском купу за жене 1996. Следећа табела садржи списак свих играча који су остварили гренд слем.
| Име             | Пол      | Националност | Број победа    | Број победа          | Број победа                |        |
| Име             | Пол      | Националност | Олимпијада     | Светски шампионати   | Светски куп                |        |
| --------------- | -------- | ------------ | -------------- | -------------------- | -------------------------- | ------ |
| Јан-Ове Валднер | Мушкарац | Шведска      | 1 (1992)       | 2 (1989, 1997)       | 1 (1990)                   | [ 13 ] |
| Денг Јапинг     | Жена     | Кина         | 2 (1992, 1996) | 3 (1991, 1995, 1997) | 1 (1996)                   | [ 14 ] |
| Љу Гуољанг      | Мушкарац | Кина         | 1 (1996)       | 1 (1999)             | 1 (1996)                   | [ 15 ] |
| Конг Лингхуеј   | Мушкарац | Кина         | 1 (2000)       | 1 (1995)             | 1 (1995)                   | [ 16 ] |
| Ванг Нан        | Жена     | Кина         | 1 (2000)       | 3 (1999, 2001, 2003) | 4 (1997, 1998, 2003, 2007) | [ 17 ] |
| Џанг Јининг     | Жена     | Кина         | 2 (2004, 2008) | 2 (2005, 2009)       | 4 (2001, 2002, 2004, 2005) | [ 18 ] |
| Џанг Ђике       | Мушкарац | Кина         | 1 (2012)       | 2 (2011, 2013)       | 2 (2011, 2014)             | [ 19 ] |
| Ли Сјаосја      | Жена     | Кина         | 1 (2012)       | 1 (2013)             | 1 (2008)                   | [ 20 ] |
| Динг Нинг       | Жена     | Кина         | 1 (2016)       | 3 (2011, 2015, 2017) | 2 (2011, 2014)             | [ 21 ] |
| Ма Лонг         | Мушкарац | Кина         | 1 (2016)       | 3 (2015, 2017, 2019) | 2 (2012, 2015)             |        |

## Занимљивости
Стони тенис је много напредовао од свог настанка, па данас захваљујући високој технологији лоптице након ударца рекетом могу достићи брзину и до 150 km/h. Процењује се да на свету има 40 милиона такмичара у стоном тенису, а много њих игра овај спорт рекреативно, што га чини спортом са највише учесника на планети. У великој мери, ово достигнуће је захваљујући Кини, која је постала доминантна сила у стоном тенису.